# Toros Peak
Der Toros Peak (englisch; bulgarisch връх Торос wrach Toros) ist ein 3000 m hoher Doppelgipfel des Zinsmeister Ridge auf der Nordostseite des Vinson-Massivs in der Sentinel Range des Ellsworthgebirges im westantarktischen Ellsworthland. Er ragt 1,66 km nordöstlich des Vanand Peak, 5,16 km südsüdöstlich des Mount Segers und 7,38 km westlich des Mount Waldron auf. Der Dater-Gletscher liegt östlich, der Hinkley-Gletscher nordwestlich von ihm.
US-amerikanische Wissenschaftler kartierten ihn 1988. Die bulgarische Kommission für Antarktische Geographische Namen benannte ihn 2011 nach der Ortschaft Toros im Norden Bulgariens.